# Хойтаркаяха
Хойтаркаяха (устар. Хойтарка-Яха) — река в России, протекает по Ямало-Ненецкому АО. Устье реки находится в 96 км по левому берегу реки Левая Хетта. Длина реки составляет 43 км.

## Притоки
- 2 км: Нингъяха (пр)
- 22 км: Надоню (пр)
- 26 км: река без названия (лв)

## Данные водного реестра
По данным государственного водного реестра России относится к Нижнеобскому бассейновому округу, водохозяйственный участок реки — Надым, речной подбассейн реки — подбассейн отсутствует. Речной бассейн реки — Надым.
Код объекта в государственном водном реестре — 15030000112115300049686.